# Пршибенице
Замок Пршибенице (чеш. Hrád Příběnice) — полностью разрушенный средневековый готический замок Рожмберков в районе Табор Южночешского края, основанный в 1-й половине XIII века. Развалины замка расположены на левом берегу реки Лужнице на кадастровой территории местечка Мальшице в 10-ти км от города Табор. В начале гуситских войн замок Пршибенице был главной опорой владаржа Ольдржиха II из Рожмберка в войне с таборитами.

## История замка

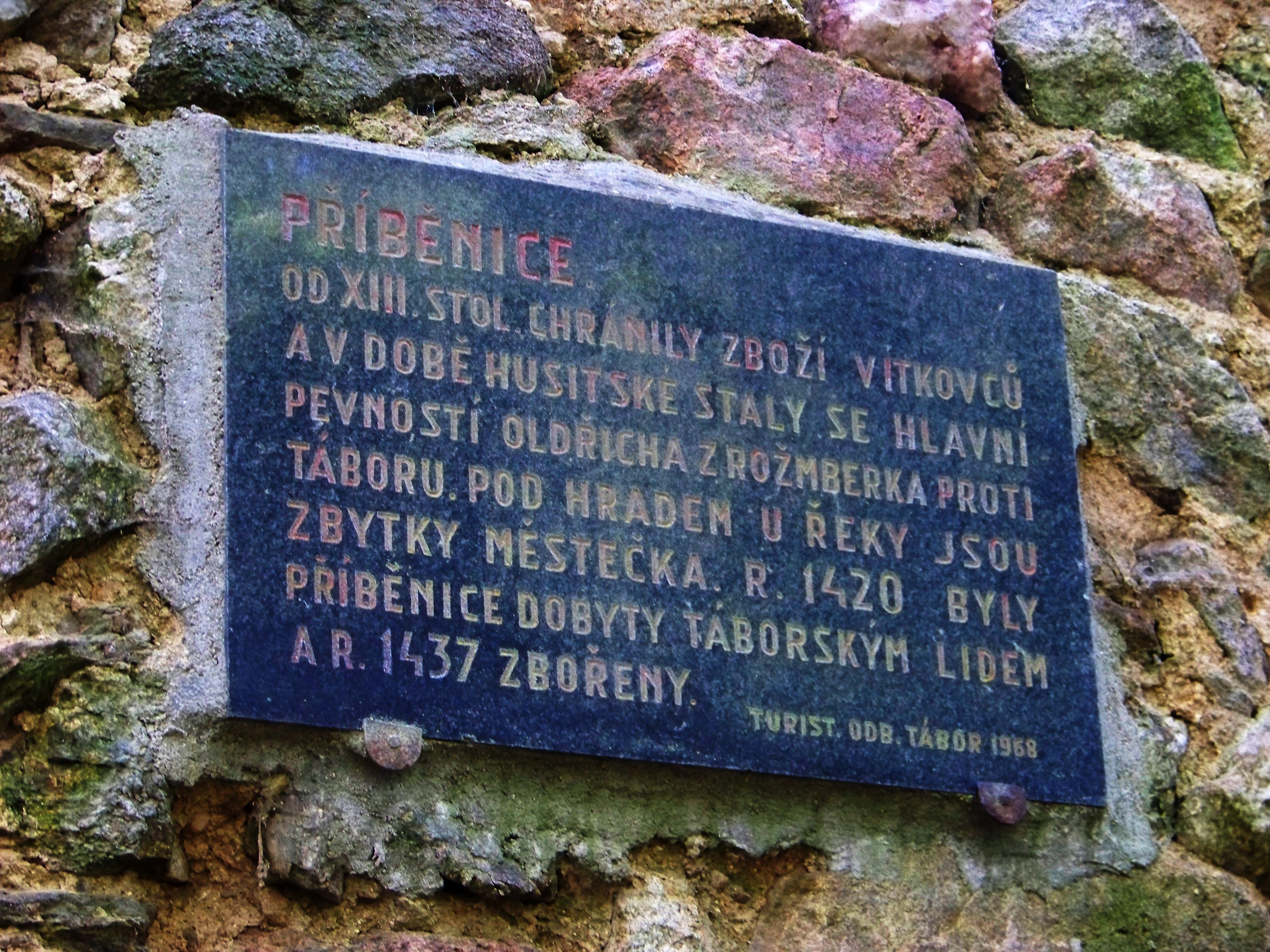
Мемориальная доска 1968 года на месте замка. Надпись гласит: «ПРШИБЕНИЦЕ с XIII века охраняли владения Витковичей, а в гуситский период стали главной крепостью Ольдржиха из Рожмберка против Табора. Под замком у реки находятся остатки местечка. В 1420 году Пршибеницы были взяты таборитами и в 1437 году разрушены»

Замки Пршибенице и Пршибенички были основаны на противоположных берегах в нижнем течении реки Лужнице в 1-й половине XIII века. Первое письменное упоминание о Пршибенице связано с Витковичем Витеком III, который в одном из документов 1243 года указан с предикатом «из Пршибениц». После его смерти не позднее 1250 года замок перешёл во владение вначале одного его сына Витека V из Пршибениц, а после его смерти между 1252 и 1259 годами во владение другого — Вока I из Рожмберка. После Вока I, умершего в 1262 году, замок унаследовал его сын Витек VI из Пршибениц. Последний умер, не оставив потомства, и замок Пршибенице перешёл во владение его брата Йиндржиха I из Рожмберка. Под 1281 годом в источниках упоминается бургграф замка по имени Хршен.
После смерти Йиндржиха I в 1310 году Пршибеницкое панство унаследовал его сын Петр I из Рожмберка. До 1374 года находившиеся друг напротив друга на разных берегах Лужнице замки Пршибенице и Пршибенички с прилегающими деревнями и угодьями составляли единое панство, затем трое сыновей Петра I осуществили раздел всех вотчин Рожмберков, до той поры остававшихся неделимыми. В результате раздела Пршибенички достались панам Петру II и Яну I из Рожмберка, а Пршибеницкое панство, в состав которого входило 34 села, перешло во владение их брата Ольдржиха I из Рожмберка, который в 1389 году вновь воссоединил в своих руках все фамильные владения Рожмберков. Его сын Йиндржих III из Рожмберка, один из основателей и предводителей Панского союза, оппозиционного королю Вацлаву IV, летом 1394 года некоторое время содержал в замке Пршибенице пленённого короля.
Сохранились упоминания о бургграфах, управлявших замком Пршибенице в конце XIV — начале XV веков. Под 1378 годом упоминается Мракеш из Петровиц, бывший бургграфом, возможно, до 1394 года, под 1406 годом в должности бургграфа упомянут некий Матей, которого вскоре сменил Ян Смрчка из Мниху, упомянутый в ноябре 1407 года и в июле 1412 года, когда умер пан Йиндржих III из Рожмберка.
Сын и наследник Йиндржиха III, пан Ольдржих II из Рожмберка, достиг совершеннолетия и принял управление семейными владениями накануне гуситских войн (1419—1434). Частью этих войн стала локальная пятнадцатилетняя война между Ольдржихом из Рожмберка и возникшей недалеко от замка Пршибенице общиной таборитов, ставшей центром радикального крыла гуситского движения и превратившейся вскоре в город Табор. Замок приобрёл важнейшее стратегическое значение, поскольку находился в непосредственной близости от Табора и вместе с замком Пршибенички контролировал водный путь из Табора на север страны. Вместе с тем Ольдржих II использовал замок как тюрьму для захваченных им гуситских проповедников, некоторые из которых были здесь замучены насмерть. Кроме того, замок использовался окрестными светскими и духовными феодалами в качестве безопасного хранилища, в частности, когда в 1420 году войска Яна Жижки приблизились к Милевскому монастырю его аббат Сватомир успел укрыть все монастырские ценности в замке Пршибенице.
В начале сентября 1420 года Ольдржиху из Рожмберка удалось захватить в плен одного из предводителей таборитов Вацлава Коранду. Коранда вместе с несколькими другими таборитами был заключён в темницу в Пршибенице. В ночь на 13 ноября того же года Коранда со своими сподвижниками каким то образом освободились от колодок и выбрались на свободу. Поднявшись на башню, в подвале которой они до этого содержались, Коранда и его товарищи захватили стражу врасплох и освободили других заключённых в башне таборитов. Одного из стражников, сочувствовавшего таборитам, они послали в Табор с известием о захвате башни. Узнав о произошедшем, таборитский гетман Збинек из Бухова, подступил с войсками к Пршибенице и пошёл на приступ. Бургграф замка узнал о том, что одна из его башен захвачена только во время штурма. Благодаря помощи Коранды и его соратников замок Пршибенице был быстро захвачен таборитами, несмотря на прибывшее подкрепление. Когда известие об этом дошло до соседнего замка Пршибенички, его гарнизон охватила паника и второй замок сдался таборита к вечеру того же дня. Табориты завладели огромными богатствами, свезенными в Пршибенице на хранение окрестными светскими и духовными феодалами.
Чешский хронист Лаврентий из Бржезовой так описывал эти события:

«Из этой башни по стволу сломанного дерева и по шестам, приставленным к стенам, он взобрался однажды с некоторыми из своих людей на самую верхнюю площадку, где стояла стража. Там они связали стражу и выпустили из башни всех находившихся в ней братьев, а стражу водворили на их место. Они оставили на свободе только одного стражника, который... поклялся, что... сейчас же отправится в Градиште и расскажет там о всем случившемся... Так и случилось: табориты задержали посланца... и в скором времени прибыли к замку Пржибенице. Когда Коранда со своими людьми увидал с башни, как они подходили, все стали кричать громким голосом: «Табор, вот Табор!» Каштелян же и его люди, испугавшись, взялись за оружие и хотели поскорее подняться на башню, но никак не могли этого сделать... потому что с башни в них все время бросали камнями. Поэтому табориты смело подошли к стенам замка, отбросили защищающих ворота... и с шумом ворвались в замок. Увидя это... ошеломленные защитники замка, опустив забрала, пытались улизнуть через стены. Однако некоторые из них были при этом взяты в плен. Видя это, воины, которые несли стражу в другом замке... на другом берегу реки, побросав все в замке, обратились в бегство... Таким образом, за один день табориты удивительным образом овладели двумя казавшимися почти неприступными замками господина Рожмберга... В этих захваченных замках они нашли бесчисленное множество всякого добра: драгоценностей... чаш, дароносиц, епископскую митру и жезл из Милевска, книги, облачения и много прочих одежд из меха собольего и куньего — все это свезли сюда для сохранности светские и духовные владельцы со всей округи... В большом же замке они захватили в плен вместе с двумя пресвитерами монаха... Германа, штатного епископа Никопольской церкви... Этих троих табориты бесчеловечно потопили в протекавшей под замком реке... так как епископ, умея плавать... подплыл к берегу и стал на нём отдыхать, к нему бросились табориты... столкнули его с берега и пробили ему камнями голову...»
— Лаврентий из Бржезовой. Гуситская хроника. Глава 73
После перехода под контроль таборитов Пршибенице стал их опорным пунктом и местом заключения наиболее важных их пленников, в частности, в 1421 году в замке некоторое время содержались паны Богуслав из Швамберка и Менгарт III из Градца). В начале 1421 года в округе замка обосновалась религиозная община пикартов, в том же году уничтоженная Яном Жижкой, приказавшим сжечь на кострах более 40 захваченных в плен пикартов, не пожелавших отречься от своих убеждений.
Потеря замков Пршибенице и Пршибенички стала очень болезненной утратой для Ольдржиха II из Рожмберка и он не оставлял попыток вернуть их вплоть до 1437 года, когда по настоянию короля Зикмунда Люксембургского между Ольдржихом II и Табором был заключён мир, по условиям которого, замки Пршибенице и Пршибенички должны были быть возвращены Ольдржиху из Рожмберка для того, чтобы он их снёс, как и укрепления местечка Пршибенице. В том же году замок Пршибенице был разрушен и разобран по камням жителями окрестных сёл.
Пршибеницкое панство однако осталось в собственности панов из Рожмберка и административно было включено в состав Хоустницкого панства. В 1677 году при продаже графом Норбертом Штернберком Желечского панства князю Фердинанду Августу из Лобковиц в контракте и земских досках было сделано упоминание о «пустующем городе, ранее называвшемся Пршибенице».
|                                                |  |                 |  |                 |  |                 |
| Информационный щит с планом расположения замка |  | Развалины замка |  | Развалины замка |  | Развалины замка |

## Описание замка
Замок Пршибенице с прилегающими к нему местечком и панскими хозяйственными постройками находился на левом берегу реки Лужнице и был соединён с располагавшимся на противоположном берегу замком Пршибенички каменным мостом, следы которого были обнаружены при исследовании дна реки в 2009 году. Сам замок Пршибенице стоял на вытянутом скальном мысе в меандре реки. Замки контролировали движение как по самой реке Лужнице, так и по прибрежным путям вдоль неё, находясь в самом центре обширной феодальной державы Рожмберков. Старая дорога к замку в прежние времена вела со стороны Слапи.
Центр замка (замковое ядро) располагался на юго-восточной окраине мыса, возвышаясь над почти отвесным амфиболитовым склоном. С северо-восточной стороны замок был защищён широким рвом и мощным валом. В целом ядро замка складывалось из четырёх частей. Юго-западную часть составляла отдельно стоящая восьмигранная башня, за которой находился небольшой дворик, в котором не обнаружено существенных следов нахождения каких-либо зданий. Центральную часть замкового ядра занимал обширный дворцовый комплекс, опоясывающий узкий внутренний двор, доступ в который осуществлялся через проезд в северном крыле дворца. В северо-восточной части замкового ядра возвышалась прямоугольная башня длиной 12 и шириной 8 метров. Вход в замковое ядро осуществлялся через узкий коридор, проходивший вдоль его юго-западной стороны до пространства находившегося ниже первого замкового двора. Из этого двора можно было попасть в дворцовый комплекс в центральной части замка. С юго-западной стороны к коридору примыкали укрепления подножия замка (т. н. подградья или «латрана»). Помимо прочего, в составе замкового ядра находилась капелла, возведённая в 1-й половине XIV века, местонахождение которой не идентифицировано. Северо-восточная сторона замка была защищена парканной стеной с двумя четырёхгранными крепостными башнями.